# 마패

다섯 마리의 말이 새겨진 오마패

마패(馬牌)는 조선 시대에 공무로 여행하는 관원이 역마를 이용하기 위해 지급 받았던 패이다. 구리로 만든 지름 10 cm 정도의 둥근 패에 뒷면에는 말이 1 마리에서 10 마리까지 그려져 있고 앞면에는 발행처와 발행일이 새겨져 있다. 처음에는 나무나 철을 이용하여 만들었지만 쉽게 훼손되어 구리로 제작하게 되었다.

## 배경
관리의 출장이나 공문서의 전달을 위한 역참 제도는 삼국시대부터 존재하였다. 고려에 이르러 전국적인 역참 제도가 갖추어졌으며 조선은 고려의 제도를 이어받으며 부분적으로 재정비하였다. 역참은 공무로 여행하는 관리에게 편의를 제공하던 곳이다. 기본적인 숙식과 함께 타고 다니는 말을 지급하거나 교환하여 주었다. 긴급한 일에 대해서는 파발을 운용하여 신속한 연락이 가능하도록 하였다.
관리는 마패를 제시하여 역참에서 말의 지급과 교환을 요구할 수 있었다. 마패에 그려진 말의 수는 역참에서 지급받을 수 있는 말의 수를 뜻했지만 많은 수가 그려져 있더라도 실제 지급 받은 말의 수는 2-3 마리였기 때문에 마패에 그려진 말의 수는 신분의 상징으로 쓰였다.

## 운용
조선 초기에는 왕명의 출납기관인 승정원이 마패를 발급하였으나 이후 병조 등에서도 발급하였고 《경국대전》의 완성과 함께 상서원이 마패의 발급처가 되었다. 초기에는 나무로 만든 마패를 사용하였으나 1434년(세종 16년) 이후 철로 만들었고 《경국대전》 반포 무렵엔 동으로 만들어 상용되었다. 일반적으로 마패의 한 면에 관원의 등급에 따라 말의 수효를 새겼고 다른 면에는 발행일과 발행기관인 "상서원인(尙瑞院印)"이라는 글자를 새겼다. 이에 따라 마패는 관원임을 증명하는 신분증의 역할도 겸하게 되었고 조선 후기 암행어사의 상징이 되었다.
마패를 훼손한 자는 장(杖) 80, 도(徒) 2년의 형벌을 받도록 되어 있었다. 1730년(영조 6년) 당시 전국에서 사용된 마패는 모두 670여 개였다.

## 문화
암행어사는 지방관의 업무를 감사하고 그 결과를 보고하면서 마패를 직인 대용으로 사용하였다. 이러한 영향으로 민간에서는 마패를 부귀의 상징으로 여기게 되었고 민간에서 부적과 같은 상징물로 만든 가짜 마패들이 등장하였다. 오늘날 민간에서 전해져 발견되는 마패들의 상당수는 이러한 가짜 마패들이다.